# Kinnefjärdings, Kinne, Kållands, Åse, Viste och Skånings häraders domsaga
Åse, Viste, Barne och Kållands häraders domsaga var en domsaga i Skaraborgs län, bildad 1680. Den upphörde 1778 med delar som uppgick i Åse, Viste och Kållands häraders domsaga och Kinnefjärdings, Kinne och Skånings häraders domsaga.
Domsagan lydde under Göta hovrätt.

## Tingslag
- Åse tingslag
- Viste tingslag
- Skånings tingslag
- Kållands tingslag
- Kinne tingslag
- Kinnefjärdings tingslag

## Häradshövdingar
- 1680–1694 Anders Granberg
- 1694–1709 Jakob Clerck
- 1709–1714 Johan Medelin
- 1714–1747 Georg Lamberg
- 1747–1769 Erik Lundin
- 1769–1778 Erik Gustaf Lindencrona